# Saint-Amant-de-Nouère
Saint-Amant-de-Nouère település Franciaországban, Charente megyében. Lakosainak száma 350 fő (2022. január 1.). Saint-Amant-de-Nouère Asnières-sur-Nouère, Douzat, Échallat, Saint-Cybardeaux és Saint-Genis-d’Hiersac községekkel határos.

## Népesség
A település népessége az elmúlt években az alábbi módon változott:
| Lakosok száma | 352  | 350  | 372  | 380  | 422  | 405  | 404  | 373  | 357  | 350  |
|               | 1968 | 1982 | 1990 | 2006 | 2013 | 2015 | 2017 | 2019 | 2020 | 2022 |